# Tvåändsstickning

Nationalromantiska målningar av detta slag visar i regel kullor som stickar tvåändsstickning, vilket man kan se av hur hon håller stickningen och händerna. Stickande kulla av Anders Zorn (1901).

Tvåändsstickning är en gammal, exklusivt nordisk stickteknik som kännetecknas och skiljer sig från vanlig stickning genom att man hela tiden har två garntrådar – ändar – som man växelvis använder till varannan maska och snor om varandra under stickningen.

## Historia
Tvåändsstickning är historiskt främst känd från de s.k. skogslandskapen i mellersta Sverige – Dalarna, Värmland, Härjedalen och Jämtland – men också från Uppland och några av Norges östliga fylken. Belägg från andra nordiska länder finns inte. De äldsta fynd man gjort av tekniken visar att den användes redan under 1600-talet. Tvåändsstickning har använts i obruten tradition ända in i våra dagar på vissa håll i Dalarna, men det är nu vanligare att man lär sig på eget bevåg. Tekniken har på senare tid spridit sig till andra länder.

## Teknik
Tvåändsstickning skiljer sig från vanlig stickning främst genom att alltid två trådar används, även om man stickar enfärgat. Vid stickning i färgmönster kan alltså fler än två trådar användas. En annan skillnad är att själva stickningen i regel hålls i vänster hand medan man håller garnet och stickar med höger hand.
Eftersom man lägger garnet runt stickan istället för att, som i vanlig stickning, lyfta det från fingret till maskan, blir tvåändsstickningen betydligt långsammare än den vanliga. Med två trådar blir emellertid resultatet ett tätare och varmare alster, samtidigt som tekniken inbjuder till fler olika mönstervariationer. I enfärgad stickning kan relief åstadkommas förutom med aviga maskor också med djupmaskor, krokmaskor och krokvarv genom att en eller båda trådarna läggs över från avigan till rätan. Med garn i olika färger kan till exempel labyrintmönster fås med omväxlande rät stickning och krokmaskor.

## Användning
I Dalarna, där tekniken varit i flitigast bruk, har delar till respektive sockendräkt traditionellt stickats uteslutande med tvåändsstickning – både till vardag och högtid. Vanligast är sockor, vantar och på vissa håll mössor, men i Västerdalarna har också lösa ärmar till tygtröjan stickats och sytts fast. Under 1900-talet har tekniken gradvis lagts undan dels till följd av det vikande dräktbruket, dels till förmån för den snabbare vanliga enkla stickningen. Under 2000-talet har intresset för tvåändsstickning ökat och flera nya böcker eller nytryck har kommit ut. Tekniken finns nu med på den nationella förteckningen över levande kulturarv, enligt Unescos konvention om tryggande av immateriellt kulturarv.
I Norge och Värmland har man efter färdig stickning vänt på den färdiga stickningen och använt vantar och sockor med avigan utåt. Utsidan blir då tvärrandig på ett för tekniken karakteristiskt sätt genom avigans lösa maskbågar.